# Murata Harumi
Murata Harumi (ja, 村田 春海), Murata Taira; Nishigorinoya; 1746 - 7 mars 1812, est un poète japonais et érudit du kokugaku.

## Biographie
Deuxième fils d'un marchand de poisson, il est élève de Kamo no Mabuchi, étudie la littérature chinoise auprès de Hattori Chūei, Udono Shinei et Minagawa Kien et devient lui-même poète. Après la mort de son frère aîné, il reprend l'entreprise familiale et devient l'un des jūhachi Daitsu (十八大通, « Dix-huit grands hommes »), le groupe des hommes d'affaires les plus prospères d'Edo. 
Son mode de vie dispendieux conduit l'entreprise familiale à la ruine. À la suite de cet épisode, Harumi Kokugaku poursuit ses études avec le soutien de Katō Chikage et Matsudaira Sadanobu et devient un professeur recherché qui compte Kiyomizu Hamaomi, Kishimoto Yuzuru, Shimizu Hamaomi et Oyamada Tomokiyo parmi ses élèves. Avec son ami Katō Chikage, il est un des principaux représentants de l'école d'Edo du Kokugaku (Edo-ha). Il écrit des textes d'analyse littéraire dont Wagaku taigai (« Grande étude de la littérature japonaise »), Gojūon bengo (« Traité sur les cinquante fausses lectures ») et Nishigorinoya zuihitsu (« Essais Nishigorinoyas »).

## Source de la traduction
- (de) Cet article est partiellement ou en totalité issu de l’article de Wikipédia en allemand intitulé « Murata Harumi » (voir la liste des auteurs).
- Notices d'autorité :   - VIAF
  - ISNI
  - IdRef
  - LCCN
  - Japon
  - CiNii
  - Pays-Bas
  - WorldCat